# Wybory parlamentarne w Japonii w 1976 roku
Wybory parlamentarne w Japonii w 1976 roku   Wybory wygrała Partia Liberalno-Demokratyczna zdobywając 41,8% głosów i 249 z 511 mandatów w  Izbie Reprezentantów (izbie niższej japońskiego parlamentu). Drugą pozycję zajęła Japońska Partia Socjalistyczna z 123 mandatami i 20,7% poparcia.

## Wyniki
| Partia                                                                                         | Głosy      | %    | Mandaty | zmiana +/- |
| ---------------------------------------------------------------------------------------------- | ---------- | ---- | ------- | ---------- |
| Partia Liberalno-Demokratyczna                                                                 | 23,653,626 | 41.8 | 249     | -22        |
| Japońska Partia Socjalistyczna                                                                 | 11,713,009 | 20.7 | 123     | +5         |
| Komeitō                                                                                        | 6,177,300  | 10.9 | 55      | +26        |
| Japońska Partia Komunistyczna                                                                  | 5,878,192  | 10.4 | 17      | -21        |
| Japońska Partia Socjalistyczno-Demokratyczna                                                   | 3,554,076  | 6.3  | 29      | +10        |
| Nowy Klub Liberalny                                                                            | 2,363,985  | 4.2  | 17      | +17        |
| Pozostałe partie                                                                               | 45,114     | 0.1  | 0       | -2         |
| Niezależni                                                                                     | 3,227,463  | 5.7  | 21      | +7         |
| Suma głosów                                                                                    | 56,612,765 | 100  | 511     | +20        |
| adres www https://web.archive.org/web/20181225085057/http://www.stat.go.jp/data/chouki/27.html |            |      |         |            |